# Золочев (Харьковская область)
Зо́лочев (укр. Золочів) — посёлок в Богодуховском районе Харьковской области Украины. До 2020 года являлся административным центром Золочевского поселкового совета в составе упразднённого Золочевского района. С 2020 года относится к Золочевской территориальной общине, в которую также входят сёла Березовка, Бугаи Вторые, Зрубанка, Литвиново, Макариха, Орешанка, Рассоховатое, Снеги, Уды и Цаповка.

## Географическое положение
Посёлок городского типа Золочев находится на расстоянии 41 км к северо-западу от Харькова на берегу реки Уды (в основном на левом берегу), выше по течению на расстоянии в 2 км расположено село Снеги, ниже по течению примыкает к сёлам Литвиново, Орешанка, Макариха, к пгт примыкает село Зрубанка.

## Происхождение названия
Есть несколько версий о происхождении названия посёлка. Согласно местной легенде, в битве под городом в 1680 году татарский хан потерял золотые шлем и саблю, которые утонули в реке Уды. Отсюда и название Золочев. По другой версии название городу дали первые поселенцы, удивлённые плодородием земли, её богатыми урожаями. Согласно ещё одной версии, предки переселенцев были выходцами из города Золочев в нынешней Львовской области, и в память о родине назвали свой новый посёлок Золочев. В пользу этой гипотезы говорит анализ современных фамилий жителей Золочева Харьковской области и жителей Золочева Львовской области.

## История
Основан в 1677 году выходцами из Заднепровской Украины. Переселение возглавлял осадчий Константин Фёдоров, они были выходцами из заднепровского города Мишурин Рог (выше г. Верхнеднепровска, Днепропетровская область).
- 1679 — официальная дата основания. Именно от этой даты отсчитывается возраст Золочева.
- 1680 — место победы казаков харьковского полковника Григория Донца над татарами[5].

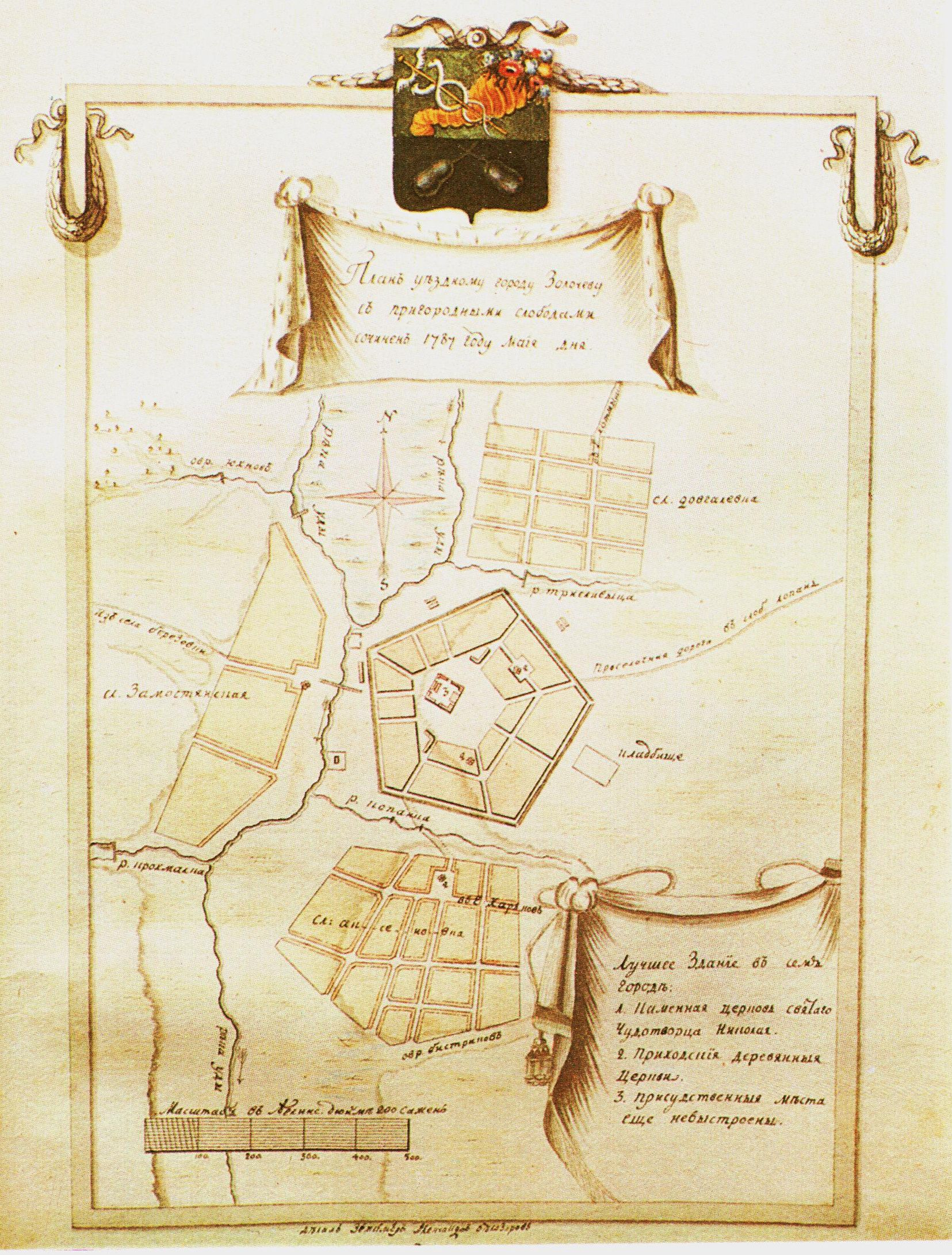
План города 1787 года
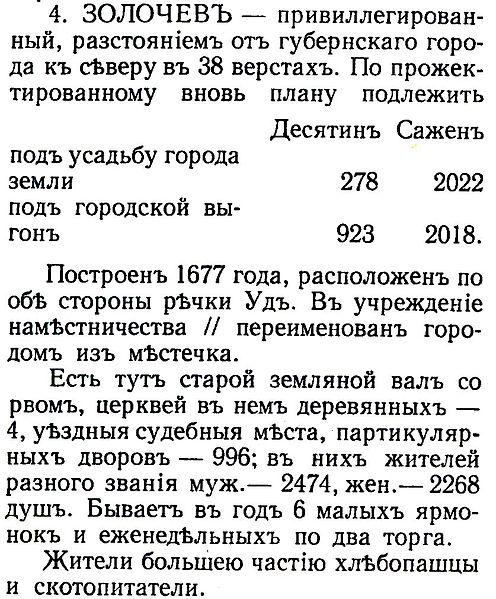
Описание города 1788 года

В 1780—1797 годах был уездным городом. В 1785 году население составляло 4745 человек, в дальнейшем являлся заштатным городом Харьковской губернии.
- С января до апреля 1918 город входил в «красную» ДКР.
- С апреля 1918 года город входил был в составе Украинской державы.
- С конца декабря 1918 город входил в «красную» УССР.
- С июня 1919 года город входил в состав белого Юга России.
- С декабря 1919 года — в составе УССР.

20 декабря 1931 года началось издание местной газеты «Заря».
В ходе Великой Отечественной войны 22 октября 1941 года посёлок был оккупирован немецкими войсками. В связи с приближением советских войск в 1943 году Золочев был превращён немцами в укреплённый опорный пункт. 9 августа 1943 года посёлок был освобождён 181-й танковой бригадой 5-й гвардейской танковой армии РККА.
В 1952 году здесь действовали предприятия сахарной и спиртовой промышленности, кирпичный завод, 4 средние школы, три семилетние школы, 4 начальные школы и школа, готовившая кадры для сельского хозяйства.
В 1966 году численность населения составляла 13 300 человек; действовали поликлиника, больница на 120 коек; средняя, 4 восьмилетних и 6 начальных школ с 4000 учащихся, Дом культуры, две библиотеки, Дворец пионеров и музей В. И. Ленина.
В 1970 году здесь действовали молочный завод, хлебный завод и кирпичный завод.
После провозглашения независимости Украины Золочев оказался у границы с Россией, он входит в зону ответственности Харьковского пограничного отряда Восточного регионального управления ГПСУ.
В мае 1995 года Кабинет министров Украины утвердил решение о приватизации находившихся в посёлке райсельхозтехники и райсельхозхимии, в июле 1995 года было утверждено решение о приватизации совхоза «Золочевский».

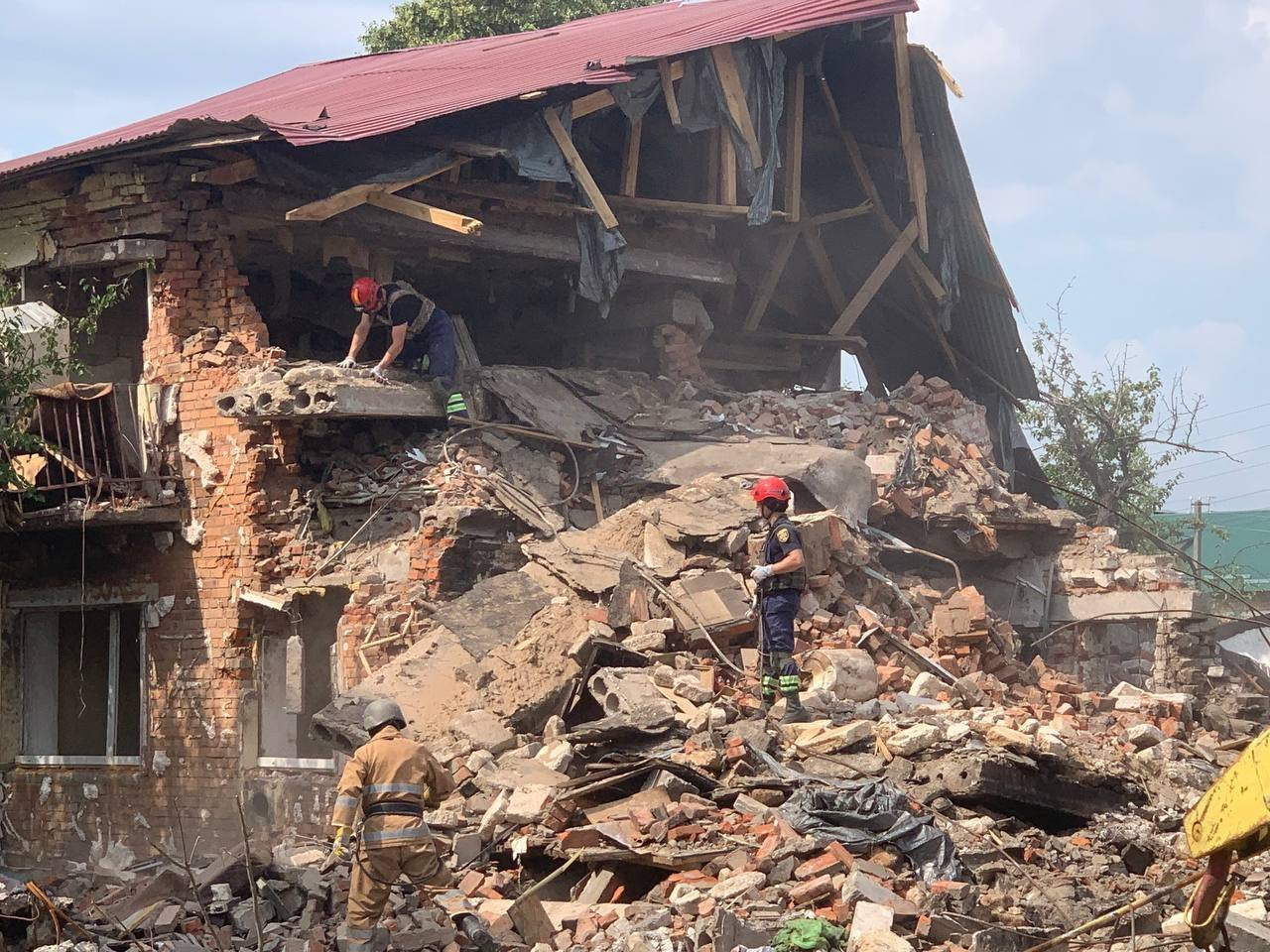
16-квартирный жилой дом в Золочеве после обстрела ВС РФ 22 июня 2022 года

В феврале 2022 года началась российская военная экспансия на Украину, в результате которой город подвергается обстрелам.

## Население
В январе 1989 года численность населения составляла 12 878 человек.
На июнь 2024 года численность населения составляла около 5 тысяч человек.

### Языковой состав
Родной язык населения по данным переписи 1897 года:
| Язык       | Численность, чел. | Доля     |
| ---------- | ----------------- | -------- |
| Украинский | 6 413             | 97,57 %  |
| Русский    | 155               | 2,36 %   |
| Другие     | 5                 | 0,07 %   |
| Итого      | 6 573             | 100,00 % |

## Экономика
- Молочно-товарная ферма, машинно-тракторные мастерские.
- Теплицы.
- Компания Прайм КТМ. Продукция из цветных металлов.
- с-з Довжанский.
- с-з Золочевский.
- Акционерное общество «Проминь» (бывший колхоз им. Кирова).
- Компания Пищевые технологии.
- Золочевское лесничество.
- Завод по производству ПВХ-профиля.
- Золочевская передвижная механизированная колонна.

## Объекты социальной сферы
- Лицей № 1.
- Лицей № 2.
- Лицей № 3.
- Детские сады № 1, № 2.
- Золочевская вечерняя общеобразовательная школа II—III ст.
- Золочевский детский дом смешанного типа
- Дом культуры.
- Больница.
- Стадион.
- Золочевский спортивно-технический клуб.
- Золочевский дом детского и юношеского творчества.
- Газета «Зоря». Тираж 4,2 тыс.
- Золочевский территориальный центр соцобслуживания.

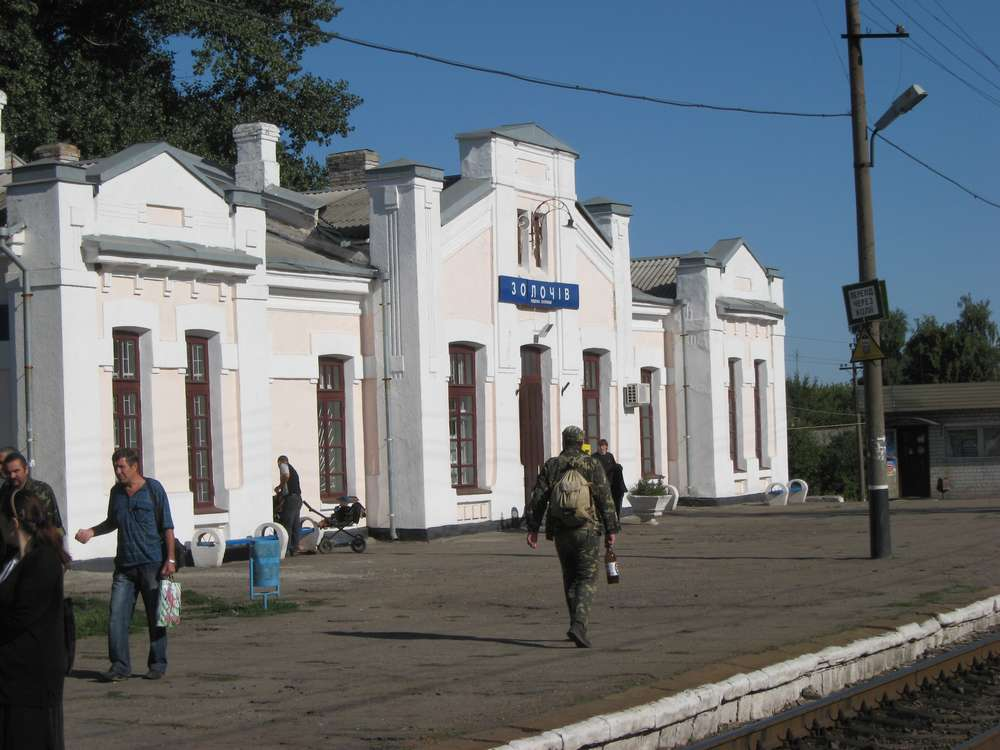
Железнодорожная станция Золочев

## Транспорт
Через Золочев проходит линия Харьков — Готня Южной железной дороги, станции Золочев, Светличный, Сосновка.
По посёлку проходит автомобильная дорога Т-2103.

## Достопримечательности
- Золочевский историко-краеведческий музей.
- Братская могила советских воинов.
- Памятник — самоходка ИСУ-152 на постаменте.
- Памятник железнодорожникам.
- Леса.

## Известные люди
- Даниил Ильченко (1894—1977) — советский актёр.
- Лобойко, Иван Николаевич (1786—1861) — профессор, историк, литературовед.
- Сковорода, Григорий Саввич (1722—1794) жил в с. Ивановка (ныне Сковородиновка) Золочевского района.

## Религия
- Свято-Вознесенская церковь. Построена в 1884 году.
- Церковь Евангельских христиан-баптистов «Свет Евангелия».

## Символика

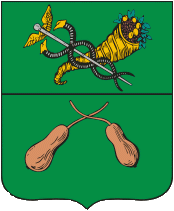
Герб города 1781 года
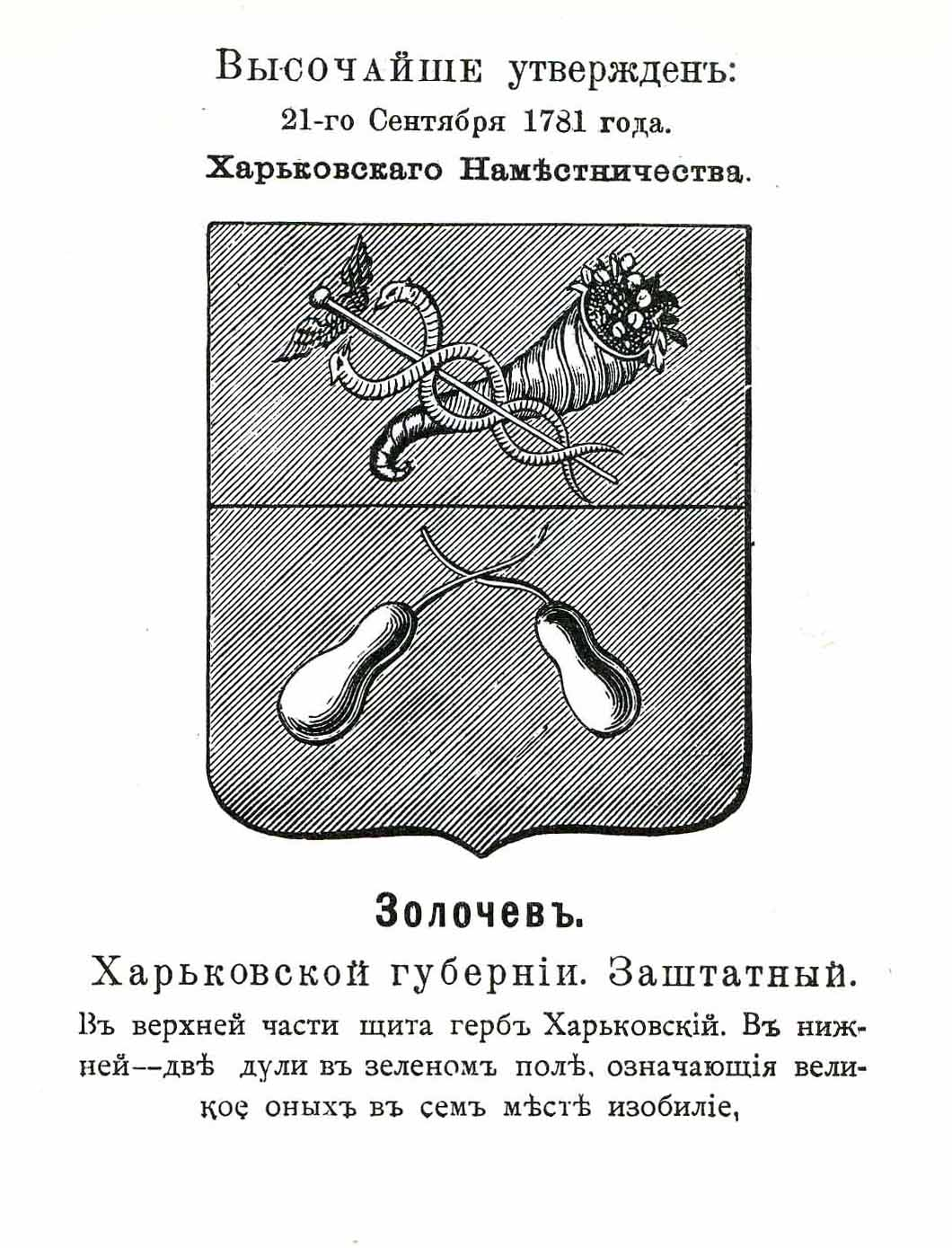
Герб города с официальным описанием (1899)
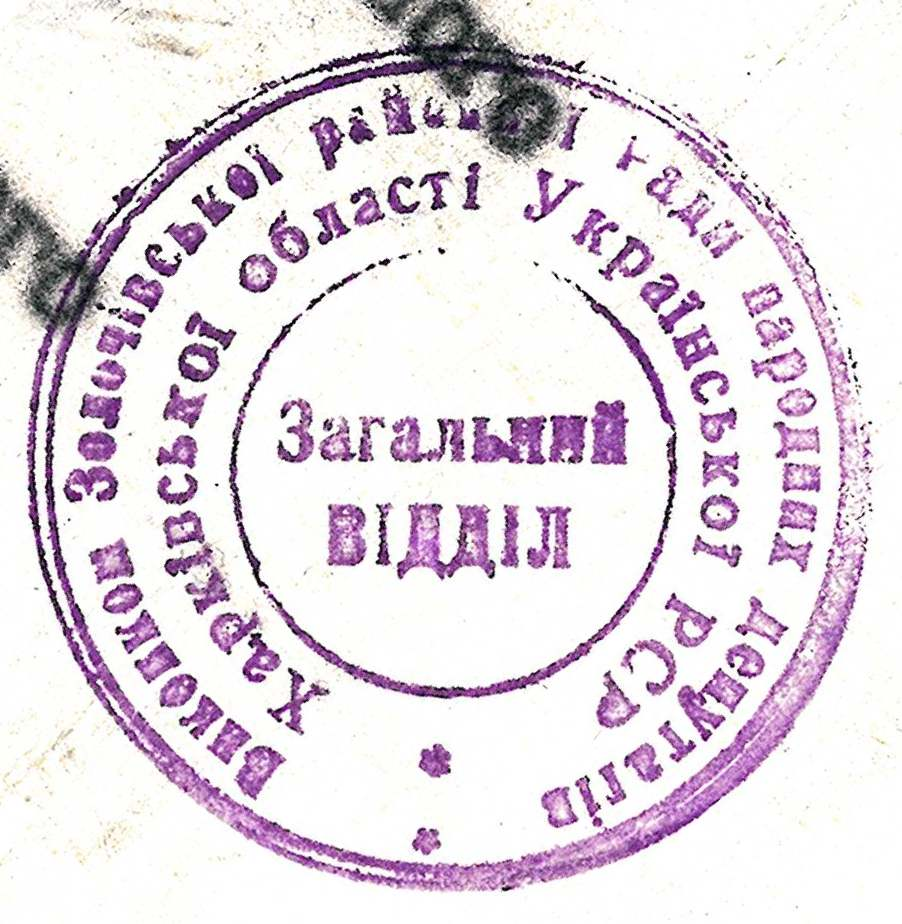
Печать исполкома Золочевского райсовета (1980)